# Jean Blaute

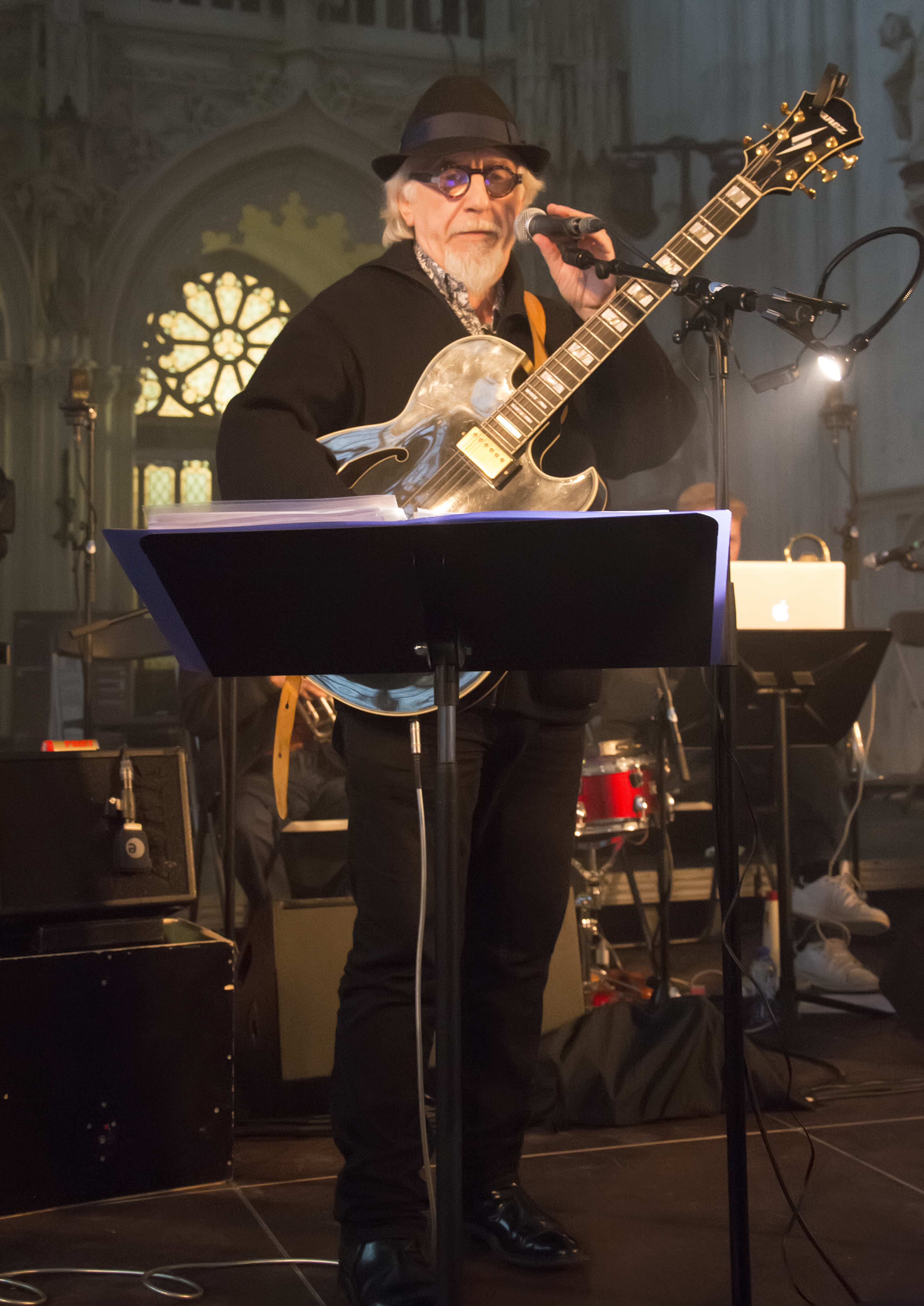
Jean Blaute in de Sint-Romboutskathedraal in 2018

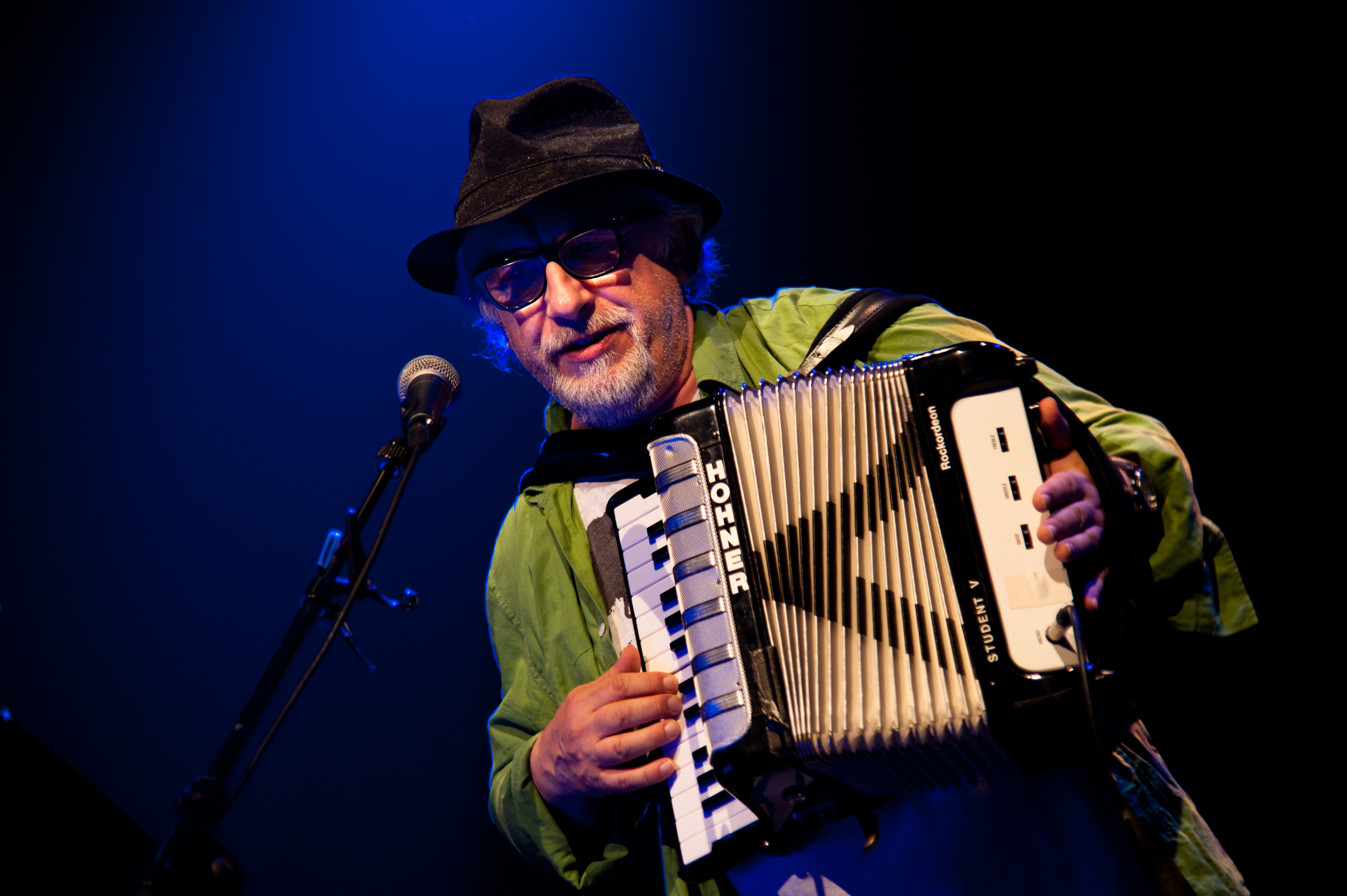
Blaute op Jazz Hoeilaart 2011

Jean Corry Leonard Blaute (Zottegem, 1 maart 1952) is een Vlaamse gitarist, zanger, componist, songwriter, arrangeur, producer en televisiepersoonlijkheid.

## Biografie
Jean Blaute kwam reeds vroeg in aanraking met muziek: zo was zijn vader een zeer gerespecteerd muzikant, en hadden de Blautes thuis een platenzaak. Hij studeerde vanaf 1970 notenleer-muziekgeschiedenis aan het Conservatorium in Brussel.
Als muzikant speelde Blaute onder andere bij Urbanus, Big Bill, Raymond van het Groenewoud, Johan Verminnen, Wim De Craene en De Nieuwe Snaar. Hij had zelf een kleine hit met het liedje Bananen. Ook speelde Blaute de accordeon bij het nummer 'Als je wint' van gelegenheidsduo Herman Brood en Henny Vrienten.
In 2003 ondernam Jean, samen met Roland en P.P. Michiels, een succesvolle theatertournee.
Jean Blaute schreef muziek voor theater, films, vier musicals, televisiereeksen zoals Dag Sinterklaas en Kulderzipken, Lalala live en ontelbare songs, tunes en arrangementen....
In 2008 trok Blaute rond in theaterzalen met zijn goede vriend Eric Melaerts. 'Gedeelde Adoraties' kreeg in 2009 een vervolg: 'Gedeelde Adoratie 2'.
Blaute is tweemaal getrouwd: in 1976 voor de eerste keer, de tweede keer in 2014.

### Producer en arrangeur
Jean Blaute was niet alleen muzikant, maar ook producer en arrangeur van platen van K's Choice, Henny Vrienten, De Nieuwe Snaar, Clouseau, Hugo Matthysen, Raymond van het Groenewoud, Urbanus, Wim De Craene en vele anderen. Alles samen maakt dat een verzameling van zo’n 120 lp/cd-producties en een veelvoud aan singles waarvan zo’n 30 goud-en-of-platina haalden. In 2004 won hij zijn vierde ZAMU award als beste producer.

### Televisie

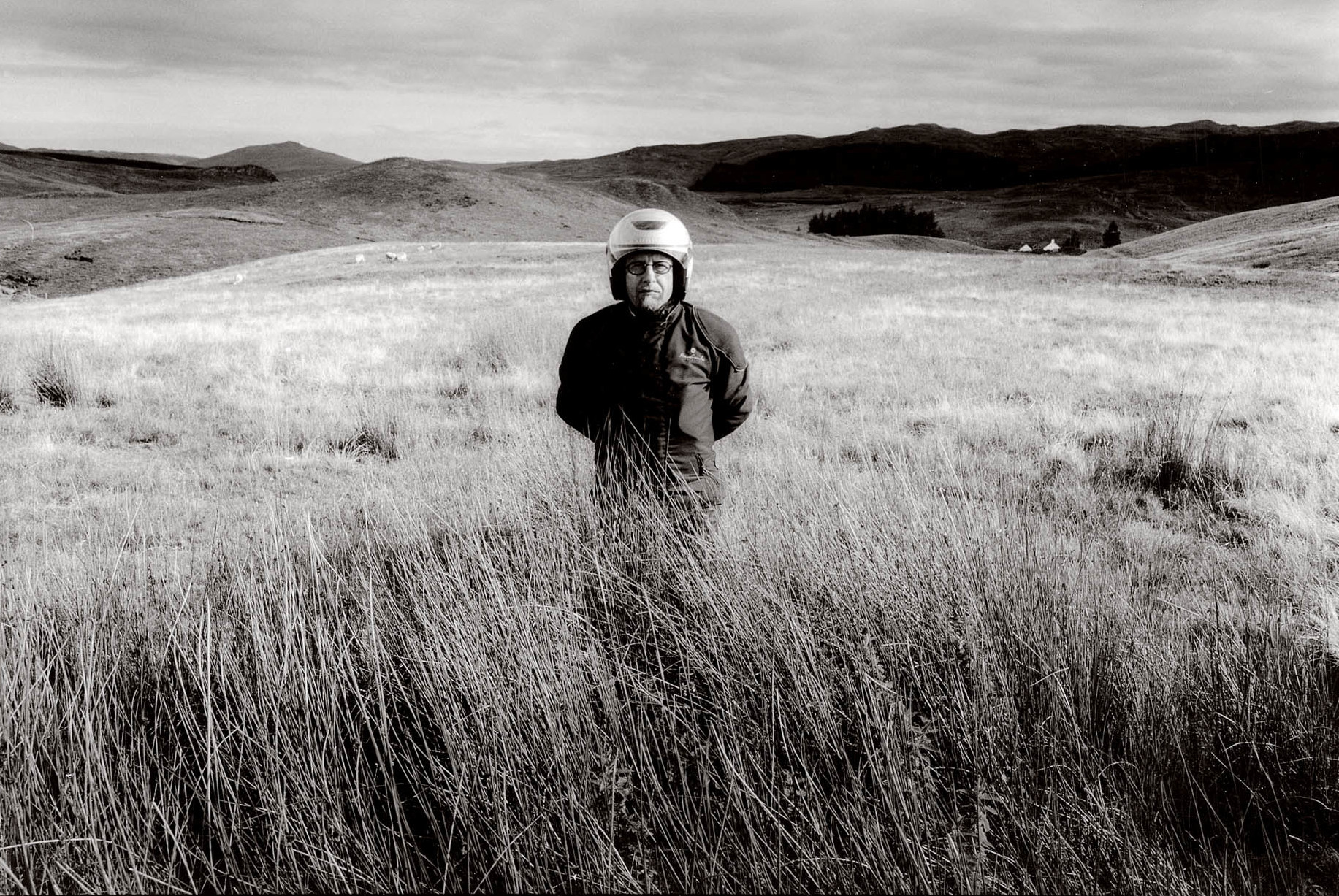
Jean Blaute in Snowdonia (De bende van Wim)

Jean Blaute nam in de jaren tachtig deel aan diverse korte filmpjes van Urbanus, die in 1984 gecompileerd werden in het televisieprogramma voor de VARA Hebben jullie mijn filmpjes al gezien?
Jean Blaute was jarenlang een panellid in het humoristische programma De Drie Wijzen (TV1) en De Rechtvaardige Rechters (Canvas). Hij was jurylid van Idool 2003 (VTM), Idool 2004 en Idool 2007 en van de VTM-talentenjacht X Factor. Hij deed ook als bekende Vlaming mee aan verschillende quizzen, zoals Nationale Test (TV1), De Pappenheimers, De Slimste Mens ter Wereld (in 2004 en 2012) en Quizta. Hij nam ook de muzikale leiding van het live-programma Vox Pop.
Blaute was een van de drie motorrijders in beide reeksen van De Bende van Wim. Op het gepaste moment zorgde hij voor ontroering met zijn accordeon of gitaartje. In het najaar van 2005 ondernam hij een theatertour als verteller/muzikant in de reeks Histrology/Jazz.
In Tournée Générale (Canvas - 2009) doorkruiste Jean samen met de Brit Ray Cokes bierland België op zoek naar de verhalen achter de Belgische bieren en brouwerijen. Een tweede reeks werd in 2011 getoond op Eén.
Jean Blaute is de vaste presentator van Jazz Zottegem. In 2009 werd hij Zottegems ereburger en ridder in de Orde van Sotto.

## Muziekgroepen
- Urbanus
- The Radios
- De Nieuwe Snaar
- Johan Verminnen
- Lalala Band
- Jimmy's Jive
- Raymond van het Groenewoud en De Centimeters
- Hugo Matthysen & De Bomen
- Roland
- P.P. Michiels
- Clee's Five
- Kate's Kennel
- Marie-Laure Béraud

## Musicals
- Suske en Wiske musical (1994)
- Wolfsklem
- Pinokkio
- Peter Pan
- Alice
- Reinaert Story

## Televisieprogramma's
- De Drie Wijzen
- De Pappenheimers
- De Rechtvaardige Rechters
- De Bende van Wim
- De Nationale IQ Test (België)
- Lalala Live
- Idool 2003 & 2004 & 2011
- X Factor
- De tabel van Mendelejev (televisieprogramma)
- De Slimste Mens ter Wereld
- Vox Pop
- De laatste show (één)
- Quizta
- De Droomfabriek
- Dag Sinterklaas
- Kulderzipken
- Urbanus-filmpjes
- Mijn papa, mama
- Namen Noemen
- De IQ-Kwis
- Canzonissima
- Tournée générale 2010
- Tournée générale 2011
- Tournée générale 2012

## Trivia
- Jean Blaute krijgt een kleine cameo in het stripalbum Missie Middelkerke uit de stripreeks van Jommeke.

## Publicatie
- Met vallen en opstaan. De memoires (2022) - ISBN 9789401473965

- Library of Congress Control Number: n2023003496
- MusicBrainz: f672bfd2-541a-4c57-99b1-c987c7d5c26a
- Nederlandse Thesaurus van Auteursnamen: 071852840
- Virtual International Authority File: 291017490
- WorldCat: E39PBJm9c8K4y9rDqRf9t6hT73